# Terry Farnsworth
Terence Allen Farnsworth (* 27. srpna 1942 Portland) je bývalý americký a kanadský zápasník – judista a herec.

## Sportovní kariéra
Narodil se do rodiny amerického podnikatele v textilním průmyslu. Vyrůstal v kanadském Montréalu, kde začal s judem na střední škole. Ve 20 letech se rozhodl s kanadskou přítelkyní japonského původu Tinou odjet hledat štěstí do Japonska. V Japonsku pracoval jako realitní makléř a pro filmové fanoušky se stal známým jako herec ve vedlejších rolích. Jeho nejznámější postavou je role agenta Melvina Webba v seriálu Urutora Sebun (Ultra Seven).
Vedle pracovních povinností se v Japonsku ve volném času věnoval tréninku juda. Na předměstí Tokia v Hačiódži si našel dódžó při univerzitě Čúó (Chuo Daigaku) vedené Masamiči Jamabem. Koncem šedesátých let byl nucen se do Kanady vrátit a převzít rodinnou firmu. V roce 1972 reprezentoval Kanadu na olympijských hrách v Mnichově v polotěžké váze do 95 kg a prohrál ve čtvrtfinále na body se západním Němcem Paulem Barthem. V opravném pavouku se do finálového kola neprobojoval a obsadil dělené 7. místo. Po skončení sportovní kariéry se věnoval podnikání.

## Výsledky v judu

### Váhové kategorie
| Turnaj                  | 1971 | 1972 | 1973 |
| Turnaj                  | 29   | 30   | 31   |
| Turnaj                  | -95  | -95  | +95  |
| ----------------------- | ---- | ---- | ---- |
| Olympijské hry          |      | 7.   |      |
| Mistrovství světa       | úč.  |      | úč.  |
| Panamerické mistrovství |      | ?    |      |

### Bez rozdílu vah
| Turnaj                  | 1971 | 1972 | 1973 |
| Turnaj                  | 29   | 30   | 31   |
| ----------------------- | ---- | ---- | ---- |
| Olympijské hry          |      | —    |      |
| Mistrovství světa       | —    |      | úč.  |
| Panamerické mistrovství |      | ?    |      |